# Pârâu Boia
Pârâu Boia – wieś w Rumunii, w okręgu Gorj, w gminie Jupânești. W 2011 roku liczyła 355 mieszkańców.